# Edificio Harry S. Truman

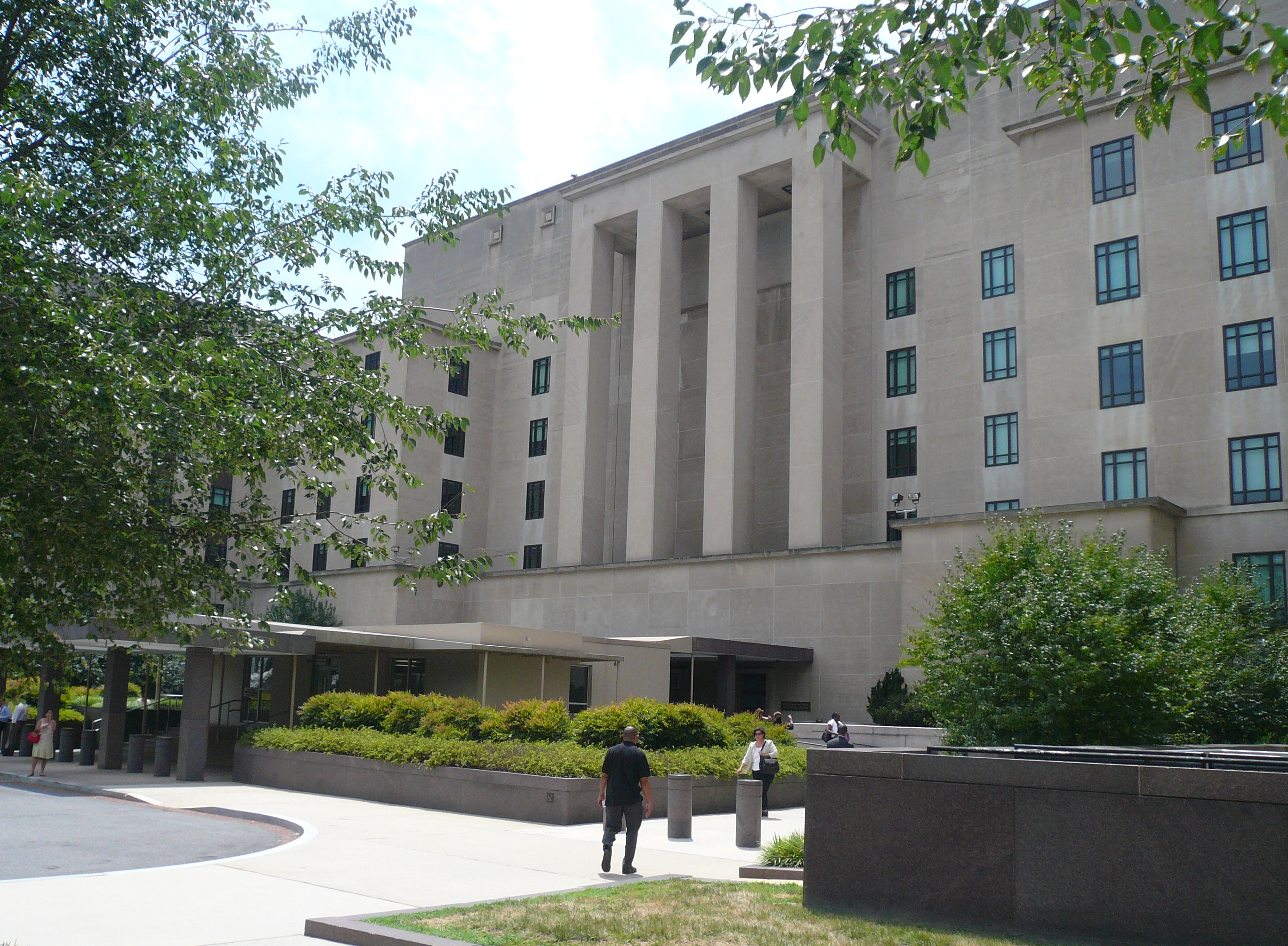
Entrada este.

El edificio Harry S. Truman es la sede del Departamento de Estado de los Estados Unidos. Está ubicada en la ciudad capital, Washington D. C., y alberga la oficina del Secretario de Estado de los Estados Unidos.

## Características
Se encuentra en el área de Foggy Bottom, a pocos metros de la Casa Blanca, y alberga las instalaciones del departamento diplomático estadounidense y del gabinete del Secretario de Estado.
El edificio es lugar de trabajo de más de ocho mil empleados del Departamento de Estado, con 130 mil m² de área útil y 24.800 m² de espacio de servicio. El área cubierta del edificio, tradicional lugar de encuentro entre líderes extranjeros, tiene 28.000 m² de superficie, más que cualquier otro edificio público del Distrito de Columbia.

## Historia

### Construcción
A principios de la década de 1930, la Comisión de Planificación de la Capital Nacional deseó desarrollar una sección del Distrito de Columbia conocida popularmente como Foggy Bottom. Con el ingreso del país en la Segunda Guerra Mundial, el entonces Departamento de Guerra (que ocupaba diversas instalaciones provisionales) expresó la necesidad de contar con una sede definitiva de acuerdo con la prioridad de sus incumbencias. Se planeaba construir el edificio en dos etapas distintas y el área de Foggy Bottom fue seleccionada por la vastedad de tierras a disposición.
Los arquitectos Gilbert Stanley Underwood y William Dewey Foster ganaron el concurso para el nuevo edificio del Departamento de Guerra. Ambos concluyeron el proyecto en 1939 y la construcción se inició al año siguiente. La Administración de Edificios Públicos de la Agencia Federal de Obras, que heredó la responsabilidad de supervisión del programa de edificios federales del Departamento del Tesoro de los Estados Unidos en 1939, completó la primera fase en 1941.
En 1947, el edificio pasó a ser ocupado oficialmente por el Departamento de Estado. Aún hoy su sección original de 1941 es referida como War Department Building en referencia a su primer ocupante.

### Años recientes
En septiembre de 2000, la sede del Departamento de Estado, anteriormente conocido como Main State Building, recibió el nombre del 33º presidente estadounidense Harry S. Truman.
El Edificio se encuentra en un período de renovación y reforma total, con la finalidad de modernizar y readaptar partes de su estructura. En mayo de 2014, la Administración de Servicios Generales liberó 25 millones de dólares estadounidenses para la construcción de una entrada pública en el ala oeste del edificio, como parte de las reformas estructurales. La estructura de acero y vidrio no servirá solamente como entrada oficial del edificio, sino que albergará un pequeño centro de visitantes relacionado con la historia diplomática del país. Conocida como U.S. Diplomatic Center, un área fue proyectada por la empresa Beyer Binder Belle y financiada por la Fundación Centro Diplomático, una organización independiente fundada por la ex Secretaria de Estado Madeleine Albright.